# Franz Joseph Gall
Franz Joseph Gall (Tiefenbronn, Baden, 9 de marzo de 1758 - París, 22 de agosto de 1828) fue un anatomista y fisiólogo alemán, fundador de la pseudociencia  de la frenología.
Convencido de que las funciones mentales residen en áreas específicas del cerebro y que esto determina el comportamiento, asumió que la superficie del cráneo refleja el desarrollo de estas zonas. El primer concepto fue comprobado cuando Paul Broca localizó el centro del habla en el cerebro en 1861. La segunda noción fue invalidada cuando se descubrió que el grosor del cráneo varía, así que su forma no refleja al cerebro en sí. Gall fue el primero en identificar a la materia gris como tejido activo (somas neuronales) y a la sustancia blanca (axones) como tejido conductor.

## Curiosidades
- Gall aparece frecuentemente citado en la novela La guerra del fin del mundo, del escritor Vargas Llosa.
- Aparece citado como una de las lecturas de Firmin, protagonista de la obra homónima escrita por Sam Savage.
- Se hace mención a Gall en el libro "Una partida de ajedrez" escrito por Stefan Zweig
- Se menciona a Gall en el libro "Stello" escrito por Alfred de Vigny
- La escritora española Concepción Arenal cita algunas teorías de Gall en su obra "La mujer del porvenir" (1869)